# Buiten Centrum (Almere)
Buiten Centrum, ook bekend als de Hoofdstedenbuurt, is een wijk in de Nederlandse stad Almere. De wijk is gelegen in het stadsdeel Almere Buiten en grenst aan Landgoederenbuurt, Faunabuurt, Bloemenbuurt, Indischebuurt, Seizoenenbuurt, Molenbuurt en Bouwmeesterbuurt. Op 1 januari 2023 telde de wijk 2.220 inwoners, verdeeld over 1.161 woningen, op een oppervlakte van 0,48 km².

## Straatnamen
De straatnamen van deze wijk verwijzen naar hoofdsteden van landen, zoals Buenos Airesstraat en Stockholmstraat.

## Openbaar vervoer
Buiten Centrum wordt doorsneden door een busbaan en heeft daaraan twee bushaltes waar de volgende buslijnen stoppen:
- Baltimoreplein  M2   22
- Station Buiten  M2   M7   330   22   N22

Daarnaast ligt in deze wijk ook station Almere Buiten, waar zowel sprinters als intercity's stoppen.

### Metrobussen
| Lijn | Lijn        | Route                                  | Via | Opmerkingen |
| ---- | ----------- | -------------------------------------- | --- | --- |
| M2   | Buitenmetro | Station Centrum - Stripheldenbuurt     | Staatsliedenwijk, Waterwijk, Bouwmeesterbuurt, Molenbuurt, Station Buiten, Seizoenenbuurt, Oostvaardersbuurt, Station Oostvaarders, Sieradenbuurt                    | Rijdt tussen Station Almere Oostvaarders en Stripheldenbuurt in een lagere frequentie, rijdt bij station Centrum verder als buslijn M1 . Rijdt op zaterdag 24 uur per dag op een deel van de route. |
| M7   | Parkmetro   | Station Centrum - Station Oostvaarders | Flevoziekenhuis, Filmwijk, Parkwijk, Station Parkwijk, Tussen de Vaarten, Landgoederenbuurt, Faunabuurt, Bloemenbuurt, Station Buiten, Regenboogbuurt, Eilandenbuurt | Rijdt op zaterdag 24 uur per dag op een deel van de route. |

### R-net
| Lijn | Route                                                     | via | Opmerking |
| ---- | --------------------------------------------------------- | --- | --------- |
| 330  | Almere, Station Buiten - Amsterdam, Station Bijlmer ArenA | Almere Buiten (Bloemenbuurt, Faunabuurt, Landgoederenbuurt), Almere Stad (Tussen de Vaarten, Sallandsekant, Danswijk, Veluwsekant, Busstation ’t Oor), Muiden (P+R, Maxisweg), Diemen (Diemerknoop, Provincialeweg), Amsterdam-Zuidoost (Eekholt, Bijlmerplein) |           |

### flexiGo
| Lijn | Route                            | Via | Opmerkingen                                                                       |
| ---- | -------------------------------- | --- | --------------------------------------------------------------------------------- |
| 22   | Station Almere Buiten - De Vaart | Molenbuurt, Bolderweg, Draaibrugweg, Vlotbrugweg (flexhalte), Hefbrugweg, Damsluisweg, Schutsluisweg (flexhalte), Damsluisweg, Groene Kadeweg, Pontonweg | Rijdt op aanvraag van reiziger ook via de haltes Vlotbrugweg en/of Schutsluisweg. |

### nightGo
| Lijn | Route                                           | Via | Opmerkingen                    |
| ---- | ----------------------------------------------- | --- | ------------------------------ |
| N22  | Almere, Station Buiten - Amsterdam, Leidseplein | Almere Buiten (Bloemenbuurt, Faunabuurt, Landgoederenbuurt), Almere Stad (Tussen de Vaarten, Sallandsekant, Danswijk, Parkwijk, Station Parkwijk, Parkwijk, Filmwijk, Flevoziekenhuis, Station Centrum, Staatsliedenwijk, Kruidenwijk, Muziekwijk, Station Muziekwijk, Componistenpad, Station Muziekwijk, Literatuurwijk, Hogekant), Almere Poort (Middenkant, Homeruskwartier, Columbuskwartier, Europakwartier, Station Poort), Muiden (P+R), Amsterdam (Brinklaan, Middenweg, Amstelstation) | Rijdt alleen op zaterdagnacht. |